# Phthinia winnertzi
Phthinia winnertzi är en tvåvingeart som beskrevs av Josef Mik 1869. Phthinia winnertzi ingår i släktet Phthinia och familjen svampmyggor. Enligt den finländska rödlistan är arten nära hotad i Finland. Arten är reproducerande i Sverige. Artens livsmiljö är naturlundskogar. Inga underarter finns listade i Catalogue of Life.